# Berekszó község
Berekszó község (románul: Comuna Bârsău) község Szatmár megyében, Romániában. Központja Felsőberekszó, hozzá tartozik Alsóberekszó.

## Népessége
A 2011-es népszámlálás adatai alapján a község népessége 2434 fő volt.